# Боровая (Новгородская область)
Боровая — деревня в Демянском районе Новгородской области России. Входит в состав Жирковского сельского поселения.

## История
В 1963 г. Указом Президиума ВС РСФСР деревня Коза переименована в Боровая.

## Население
| 2010 |
| ---- |
| 0    |